# Diane Beamer
Hon. Diane Beamer (* 15. Juli 1960 in England) ist eine australische Politikerin der Australian Labor Party ALP, die zwischen 1995 und 2011 Mitglied im Parlament von New South Wales war und von 2003 bis 2007 das Amt der Umweltministerin bekleidete.

## Leben

### Studium, Parteifunktionärin und Mitglied des Parlaments von New South Wales
Diane Beamer absolvierte nach dem Schulbesuch ein grundständiges Studium an der Universität Sydney, welches sie mit einem Bachelor of Arts (B.A.) beendete. Bereits als Schülerin trat sie der Australian Labor Party ALP als Mitglied bei und engagierte sich bei Young Labour, der Jugendorganisation der Partei. Später war sie Präsidentin des Parteirates und des Verwaltungsausschusses der Arbeiterpartei in New South Wales sowie Mitglied der Nationalen Exekutive der ALP. Nach ihrem Studium war sie von 1985 bis 1989 Leiterin des Wahlkreisbüros von John Brown, langjähriges Mitglied des Australischen Repräsentantenhauses und zu dieser Zeit Bundesminister für Sport, Freizeit und Tourismus. Anschließend begann sie ihre politische Laufbahn in der Kommunalpolitik und war zwischen 1989 und 1995 Mitglied des Stadtrates von Penrith City sowie von 1992 bis 1993 erst stellvertretende Bürgermeisterin und daraufhin zwischen 1993 und 1994 Bürgermeisterin dieser Stadt.
Bei der Wahl am 25. Mai 1991 kandidierte Beamer für die ALP im Wahlkreis Badgerys Creek erstmals für ein Mandat als Mitglied im Parlament von New South Wales, wurde aber mit 14.091 Stimmen (47,53 Prozent) aber lediglich Zweitplatzierte und verpasste den Einzug ins Parlament. Bei der darauf folgenden Wahl vom 25. März 1995 konnte sie sich mit 19.150 Stimmen (50,14 Prozent) knapp mit einer Mehrheit von 107 Wählerstimmen gegen die bisherige Wahlkreisinhaberin Anne Cohen von der Liberal Party of Australia durchsetzen und wurde damit erstmals Mitglied des Parlaments. Sie vertrat in der dortigen Legislativversammlung (NSW Legislative Assembly) den Wahlkreis Badgerys Creek bis zu dessen Auflösung am 5. März 1999. Bei der Wahl am 27. März 1999 wurde sie dann im Wahlkreis Mulgoa wieder zum Mitglied der Legislativversammlung gewählt und vertrat diesen Wahlkreis bis zum 4. März 2011, wobei sie bei der Wahl vom 22. März 2003 mit 59,49 Prozent ihr bestes Ergebnis erzielte.

### Ausschussvorsitzende und Ministerin
Zu Beginn ihrer Parlamentszugehörigkeit war sie vom 23. Mai 1995 bis zum 5. März 1999 zunächst Repräsentantin der Legislativversammlung im Vorstand der University of Western Sydney und danach vom 11. Mai 1999 bis zum 28. Februar 2003 zeitweilige Vorsitzende der Ausschüsse (Temporary Chairman of Committees) im Falle der Abwesenheit des Ausschussvorsitzenden. Daneben fungierte sie zwischen dem 3. Juni 1999 und dem 28. Februar 2003 als Vorsitzende des Standing Committee on Public Works, des Ständigen Ausschusses für öffentliche Arbeiten.
Diane Beamer wurde am 2. April 2003 in das Kabinett von Premierminister Bob Carr berufen und bekleidete bis zum 3. August 2005 den Posten als Ministerin für Jugendgerichtsbarkeit (Minister for Juvenile Justice) sowie un Personalunion in dieser Zeit als Beigeordnete Ministerin für Planungsverwaltung beim Minister für Infrastruktur und Planung (Minister Assisting the Minister for Infrastructure and Planning (Planning Administration)). Im darauf folgenden Kabinett von Premierminister Morris Iemma übernahm sie vom 3. August 2005 bis zum 2. April 2007 die Posten als Ministerin für fairen Handel (Minister for Fair Trading) sowie daneben als Beigeordnete Ministerin beim Handelsminister (Minister Assisting the Minister for Commerce). Außerdem war sie in den Kabinetten Carr und Iemma zwischen dem 2. April 2003 und dem 2. April 2007 auch noch Ministerin für den Westen von Sydney (Minister for Western Sydney). Nach ihrem Ausscheiden aus dem Kabinett fungierte sie schließlich vom 8. Mai 2007 bis zum 4. März 2011 als Temporary Speaker zeitweilig als Parlamentspräsident bei Abwesenheit oder in Vertretung des Sprechers der Legislativversammlung.
Sie war in erster Ehe mit Steve Hutchins verheiratet, der von 1998 bis 2011 Mitglied des Australischen Senats war. Aus ihrer zweiten Ehe mit dem Journalisten David Humphries gingen vier Töchter und zwei Söhne hervor.